# Station Tarnobrzeg Wąskotorowy
Station Tarnobrzeg Wąskotorowy is een spoorwegstation in de Poolse plaats Tarnobrzeg.